# 진스제
진스제(金士傑(금사걸, 김사걸), 1951년 12월 29일 ~ )는 중화민국 타이완의 배우 겸 연출가이다.

## 주요 이력
그는 국민정부 중화민국 대륙 본토 안후이 성 허페이 출신 예비역 중화민국 공군 중령 진잉(金英) 선생의 아들로 중화민국 타이완 성 핑둥 현 둥강 진에서 출생하여 지난날 한때 중화민국 신베이에서 잠시 유아기를 보낸 적이 있으며 1972년 연극배우 첫 데뷔하였다. 대표작으로는 1978년작 텔레비전 드라마 《我踏浪而來》 등이 있다.